# پیزاس آناروسا
پیزاس آناروسا (به لاتین: Pizzas d'Anarosa) یک کوه در سوئیس است که در کانتون گراوبوندن واقع شده‌است. پیزاس آناروسا ۳٬۰۰۲ متر بالاتر از سطح دریا واقع شده‌است.